# Gornji Zovik (dystrykt Brczko)
Gornji Zovik – wieś w Bośni i Hercegowinie, w dystrykcie Brczko. W 2013 roku liczyła 1408 mieszkańców, z czego większość stanowili Chorwaci.